# Gilles de Ruellan
 (décembre 2008).
Si vous disposez d'ouvrages ou d'articles de référence ou si vous connaissez des sites web de qualité traitant du thème abordé ici, merci de compléter l'article en donnant les références utiles à sa vérifiabilité et en les liant à la section « Notes et références ».
Pour les articles homonymes, voir Ruellan.
Gilles de Ruellan (Antrain, 1545 - Rennes, 1627) était un gentilhomme et homme politique français.

## Biographie
Gilles de Ruellan, né à Antrain autour de 1545 (on ignore la date exacte de sa naissance) et mort à Paris en 1627, était le fils de Jean III de Ruellan, capitaine baron de Fougères.
À contre-courant de son époque, il fut tour à tour trafiquant d'armes pendant la ligue, fermier général, conseiller d'État, ami du Roi Henri IV et de Richelieu. Cet homme que rien n'appelait à la cour a joué un rôle essentiel auprès d'Henri IV pour pacifier la Bretagne au moment des guerres de Religion, puis à la cour de Louis XIII.
Bâtisseur dans l'âme, il a édifié dans la région de Fougères les châteaux de la Ballue, du Tiercent, du Rocher-Sénéchal et de Monthorin, encore debout aujourd'hui.
On dit qu'il serait mort de chagrin à la suite du mariage de sa fille Guyonne avec le duc de Brissac, son ennemi. Richelieu écrivait à propos de son ami : « Ce pauvre homme s'est laissé mourir, quoique le terme de pauvre ne s'appliquait certes pas à sa fortune : elle était colossale. »

## Titres et honneurs
- comte de Ruellan
- baron du Tiercent
- marquis de la Ballue
- vicomte de la Mézière, vicomte de Kerambourg
- seigneur du Rocher Portail, de Monthorin, de Bazouges-la-Pérouse, de Saint-Marc-le-Blanc, de Baillé, de Saint-Ouen-des-Alleux, de Vieux-Vy et de Chauvigné
- châtelain de Montéval, du Grand-Mézandré, de Maisonneuve, de La Sénéchaussière, de Texue; de Lourme, des Renaisières et du Plessis-Sénéchal.
- Chevalier des Ordres du Roi
- Gentilhomme Ordinaire de la Chambre du Roi
- Maîtres des Requêtes Ordinaires de l'Hôtel du Roi
- Conseiller d’Épée du roi en ses conseils d’État et privé
- Fermier Général de Bretagne

## Famille
Gilles de Ruellan était marié à Françoise de Myolais. Ils eurent neuf enfants :
- Gilles II de Ruellan, baron du Tiercent, marié vers 1613 à Marie d'Argouges ;
- Pierre de Ruellan, vicomte de la Mezière, seigneur de Montorien et de Texue, marié à Jeanne de Maupeou ;
- Jacques de Ruellan, conseiller au parlement de Metz ;
- René de Ruellan ;
- Gilette de Ruellan, mariée en 1606 à René, sire de Coëtlogon ;
- Barbe de Ruellan, mariée vers 1600 à Gabriel, marquis de Goulaine ;
- Vincente de Ruellan, mariée en 1604 à Jacques de Barrin, marquis de La Galissonnière, président de la chambre des comptes ;
- Jeanne de Ruellan, mariée à Thomas II de Guémadeuc, vicomte de Rezé, décapité en place de Grève le 27 septembre 1617 ;
- Guyonne de Ruellan, mariée en 1621 à François de Cossé, duc de Brissac, lieutenant général du gouvernement de Bretagne. Tallemant leur consacre quelques lignes[1].

### Descendance de Jeanne
La fille de Jeanne de Ruellan, Marie-Françoise de Guémadeuc (1611-1674), épouse en 1626 François de Vignerot, marquis de Pont-Courlay (1609-1646), neveu du cardinal de Richelieu. Ce mariage permet la continuité des titres de duc de Richelieu et de duc d'Aiguillon, à travers deux des enfants qui en sont issus :
- Armand Jean de Vignerot du Plessis, duc de Richelieu (1629-1715) ;
- Marie-Madeleine Thérèse de Vignerot du Plessis[2], duchesse d'Aiguillon (1636-1704).

### Guyonne
Elle épouse en 1622 François de Cossé, deuxième duc de Brissac, contre l'avis de sa famille. En effet, Gilles de Ruellan voue une haine sans borne à la maison de Brissac. Charles II de Cossé, premier duc de Brissac et gouverneur des États de Bretagne, avait fait arrêter et décapiter en place de Grève, Thomas de Guémadeuc, vicomte de Rezé, son gendre.